# تپه محمد مراد
تپه محمد مراد در شهرستان بروجن، بخش گندمان، روستای بیژگرد واقع شده و این اثر در تاریخ ۸ مرداد ۱۳۸۱ با شمارهٔ ثبت ۶۰۰۷ به‌عنوان یکی از آثار ملی ایران به ثبت رسیده است.